# Гричињано ди Аверса
Гричињано ди Аверса (итал. Gricignano di Aversa) је насеље у Италији у округу Казерта, региону Кампанија.
Према процени из 2011. у насељу је живело 10559 становника. Насеље се налази на надморској висини од 31 м.

## Становништво
| 1951. | 1961. | 1971. | 1981. | 1991. | 2001. | 2011.  |
| ----- | ----- | ----- | ----- | ----- | ----- | ------ |
| 3.253 | 3.859 | 4.763 | 6.144 | 8.056 | 8.903 | 10.559 |